# Šumet (Dubrovnik)
Šumet je dubrovačko prigradsko naselje u Dubrovačko-neretvanskoj županiji.

## Zemljopisni položaj
Šumet se nalazi u Rijeci dubrovačkoj uz mjesnu cestu Komolac-Gornji Brgat, oko 8 km sjeveroistočno od Dubrovnika.

## Povijest
Mjesto se zvalo Juncetum, što znači rogoz, šaš ili trstika. Crkvište Sv. Martina bilo je izgrađeno 1100. Godine 1211. u Šumetu je izgrađena crkva sv. Vida, srušena početkom 20. stoljeća kad se gradila željeznička pruga do Gruža. Obitelji Đurđević i Stulli imale su tamo svoje ljetnikovce. U 15. stoljeću preko područja Šumeta projektiran je i izgrađen vodovod kojim se Dubrovnik napajao pitkom vodom. Vodovod je i dalje u funkciji, te voda slobodnim padom i dalje dotiče u Onofrijevu česmu u Starom Gradu.
Šumet su tijekom Domovinskog rata okupirali, spalili i opljačkali pripadnici JNA te dragovoljci i pripadnici teritorijalnih postrojbi iz Trebinja i Crne Gore.

## Gospodarstvo
Stanovnici Šumeta su uglavnom zaposleni u gradu Dubrovniku. Rijetki se mještani bave poljodjelstvom.

## Stanovništvo
U Šumetu prema popisu stanovništva iz 2011. godine živi 176 stanovnika, uglavnom Hrvata katoličke vjeroispovjesti.
| broj stanovnika | 188   | 154   | 110   | 95    | 119   | 117   | 129   | 166   | 150   | 137   | 117   | 144   | 164   | 209   | 159   | 176   | 168   |
|                 | 1857. | 1869. | 1880. | 1890. | 1900. | 1910. | 1921. | 1931. | 1948. | 1953. | 1961. | 1971. | 1981. | 1991. | 2001. | 2011. | 2021. |